# Гольдубер Феліса Марківна
Фелі́са Ма́рківна Гольду́бер  (нар. 14 лютого 1936) — почесний майстер спорту СРСР, суддя республіканської категорії з волейболу.

## Життєпис
Народилася 1936 року. Виступала за одеську волейбольну команду «Іскра» з 1952 по 1963 рік. Володіла всіма ігровими елементами амплуа — зв'язкова.
Перший майстер спорту СРСР серед жінок в Одесі.
Чемпіонка Першої Спартакіади народів СРСР 1956 року.
Капітан команди «Буревісник» 1957 року, тоді одеситки виграли чемпіонат класу «Б» та здобули право виступати в чемпіонаті СРСР класу «А» (вища ліга).
Чемпіонка СРСР 1961 року; чемпіонка Всесвітньої Універсіади-1961; срібна призерка Всесоюзної Спартакіади-1961.
Бронзова призерка Чемпіонату СРСР 1962 року; володарка Кубка європейських чемпіонів-1962.
Неодноразова чемпіонка УРСР.
Закінчила факультет фізичного виховання Одеського університету ім. К. Д. Ушинського.
Понад 20 років працювала старшим викладачем кафедри фізичного виховання Одеської державної консерваторії.
1991 року з родиною переїхала до США.